# هجین (دیرالزور)
هجین (به عربی: هجین) یک روستا در سوریه است که در استان دیر الزور واقع شده‌است. هجین ۳۷٬۹۳۵ نفر جمعیت دارد.